# (2551) Decabrina
(2551) Decabrina ist ein Asteroid des Hauptgürtels, der am 13. Oktober 1976 von der russischen Astronomin Ljudmila Iwanowna Tschernych am Krim-Observatorium in Nautschnyj (IAU-Code 095) entdeckt wurde.
Der Asteroid wurde nach den Dekabristen benannt, einer Gruppe adeliger Revolutionäre, die 1825 einen Aufstand gegen Zar Nikolaus I. versuchten, um Reformen durchzusetzen.